# 第28屆日本電影學院獎
第28回日本電影學院獎于2005年2月18日公布获奖名单并举行颁奖仪式。

## 最優秀作品奖
- 《半落ち》

### 優秀作品奖
- 《隱劍鬼爪》
- 《搖擺女孩》
- 《在世界的中心呼喊愛情》
- 《血与骨》

## 最優秀監督奖
- 崔洋一（《血与骨》）

### 優秀監督奖
- 佐佐部清（《半落ち》）
- 矢口史靖（《搖擺女孩》）
- 行定勳（《在世界的中心呼喊愛》）

## 最優秀脚本奖
- 矢口史靖（《搖擺女孩》）

### 優秀脚本奖
- 崔洋一・鄭義信（《血与骨》）
- 田部俊行・佐々部清（《半落ち》）
- 三谷幸喜（《笑の大学》）
- 山田洋次・朝間義隆（《隱劍鬼爪》）

## 最優秀主演男優奖
- 寺尾聰（《半落ち》）

### 優秀主演男優奖
- 哀川翔（《ゼブラーマン》）
- 大澤隆夫（《解夏》）
- 永瀬正敏（《隱劍鬼爪》）
- 役所廣司（《笑の大学》）

## 最優秀主演女優奖
- 鈴木京香（《血与骨》）

### 優秀主演女優奖
- 竹內結子（《藉著雨點說愛你》）
- 常盤貴子（《赤い月》）
- 深田恭子（《下妻物語》）
- 松隆子（《隱劍鬼爪》）

## 最優秀助演男優奖
- 小田切让（《血与骨》）

### 優秀助演男優奖
- 香川照之（《赤い月》）
- 柴田恭兵（《半落ち》）
- 森山未來（《在世界的中心呼喊愛》）
- 吉岡秀隆（《隱劍鬼爪》）

## 最優秀助演女優奖
- 长泽雅美（《在世界的中心呼喊愛》）

### 優秀助演女優奖
- 樹木希林（《半落ち》）
- 田畑智子（《血与骨》）
- 土屋安娜（《下妻物語》）
- YOU（《無人知曉的夏日清晨》）

## 話題奖

### 俳優部門
- 长泽雅美（《在世界的中心呼喊愛》）

### 作品部門
- 《搖擺女孩》

## 優秀新人奖
- 平岡祐太（《搖擺女孩》）
- 森山未來（《在世界的中心呼喊愛》）
- 伊東美咲（《海猫》）
- 上野樹里（《搖擺女孩》）
- 土屋安娜（《下妻物語》）
- 一青窈（《珈琲時光》）

## 最優秀音楽奖
- ミッキー吉野・岸本弥士（《搖擺女孩》）

### 優秀音楽奖
- 岩代太郎（《血与骨》）
- 寺嶋民哉（《半落ち》）
- 冨田勲（《隱劍鬼爪》）
- めいなCo.（《在世界的中心呼喊愛》）

## 最優秀摄影奖
- 篠田昇（《在世界的中心呼喊愛》）

### 優秀摄影奖
- 木村大作（《赤い月》）
- 長沼六男（《隱劍鬼爪》）
- 長沼六男（《半落ち》）
- 浜田毅（《血与骨》）

## 最優秀照明奖
- 中村裕樹（《在世界的中心呼喊愛》）

### 優秀照明奖
- 渡辺三雄（《赤い月》）
- 中岡源権（《隱劍鬼爪》）
- 吉角荘介（《半落ち》）
- 高屋齋（《血与骨》）

## 最優秀美術奖
- 出川三男・西岡善信（《隱劍鬼爪》）

### 優秀美術奖
- 磯見俊裕（《血与骨》）
- 福澤勝広（《赤い月》）
- 山口修（《在世界的中心呼喊愛》）
- 山崎秀満（《半落ち》）

## 最優秀録音奖
- 郡弘道（《搖擺女孩》）

### 優秀録音奖
- 伊藤裕規（《在世界的中心呼喊愛》）
- 岸田和美（《隱劍鬼爪》）
- 高野泰雄（《半落ち》）
- 武進・小野寺修（血与骨）

## 最優秀編集奖
- 宮島竜治（《搖擺女孩》）

### 優秀編集奖
- 石井巌（《隱劍鬼爪》）
- 今井剛（《在世界的中心呼喊愛》）
- 大畑英亮（《半落ち》）
- 奥原好幸（《血与骨》）

## 最優秀外国作品奖
- 《最後武士》

### 優秀外国作品奖
- 《海洋饼干》
- 《特洛伊》
- 《神秘河流》
- 《指环王：王者归来》

## 会長特別奖
- 三橋達也（俳優）

## 会長功劳奖
- 《在世界的中心呼喊愛》企画团队

## 協会特別奖
- 伊地智啓（制片人）
- 斎藤昌利とそのスタッフ（音響効果）
- 《哥斯拉》